# Mjongcshon
Mjongcshon (hangul: 명천군, Mjongcshon-kun, handzsa: 明川郡, RR: Myŏngch'ŏn-kun, ’fénylő patak’) megye Észak-Koreában, Észak-Hamgjong (Hamgyŏng) tartományban.
A megye eredetileg Kogurjo (Koguryŏ) része volt, később pedig Palhe (Palhae) fennhatósága alá tartozott. A mai megye területén a 15. században az akkor szomszédos Kildzsu (Kilju) postaállomása volt található, Mjongvon-jok (Myŏngwŏn-yŏk) (명원역; 明原驛) néven, mai nevét is ez alapján nyerte el 1461-ben, ebben az évben kapott hjon (hyŏn) (현; 縣) rangot. 1512-ben Kilszong-hjon (Kilsŏng-hyŏn) közigazgatása alá helyezték, de egy évvel később visszanyerte önállóságát. 1605-ben pu (부; 府) rangra terjesztették fel. 1895-től megye, 1914-ben hozzácsatolták Kjongszong (Kyŏngsŏng) egy részét. A megye területe az 1945 utáni közigazgatási reformok következtében kb. negyedére csökkent.

## Földrajza
Északról Mjonggan (Myŏnggan) megye, keletről a Japán-tenger (Koreában „Keleti-tenger”), délről Hvade (Hwadae) megye, nyugatról pedig Kildzsu (Kilju) megye határolja.
Legmagasabb pontja az 1103 méter magas Szangmebong (상매봉; 上매峰, Sangmaebong).

## Közigazgatása
1 községből (up (ŭp)), 13 faluból (ri (ri)) és 2 munkásnegyedből (rodongdzsagu (rodongjagu)) áll:
| - Mjongcshon-up (명천읍; 明川邑, Myŏngch'ŏn-ŭp) - Kocsham-ri (고참리; 古站里, Koch'am-ri) - Taho-ri (다호리; 茶湖里, Taho-ri) - Raktong-ri (락동리; 洛東里, Raktong-ri) - Maszan-ri (마산리; 馬山里, Masan-ri) - Manho-ri (만호리; 萬戶里, Manho-ri) - Pocshon-ri (보촌리; 寶村里, Poch'on-ri) - Sza-ri (사리; 沙里, Sa-ri) | - Jangdzsong-ri (양정리; 楊亭里, Yangjŏng-ri) - Jondok-ri (연덕리; 淵德里, Yŏndŏk-ri) - Phodzsung-ri (포중리; 浦中里, P'ojung-ri) - Phoha-ri (포하리; 浦下里, P'oha-ri) - Hvanggok-ri (황곡리; 黃谷里, Hwanggok-ri) - Hvangdzsin-ri (황진리; 黃津里, Hwangjin-ri) - Tokpho-rodongdzsagu (독포로동자구; 讀浦勞動者區, Tokp'o-rodongjagu) - Rjongam-rodongdzsagu (룡암로동자구; 龍岩勞動者區, Ryongam-rodongjagu) |

## Gazdaság
Mjongcshon (Myŏngch'ŏn) megye gazdasága főként a szénkitermelésre épül, ezek legfontosabb központjai a Mjongcshoni (Myŏngch'ŏni) Szénbánya, a Kocshami (Koch'ami) Szénbánya, illetve a Jangdzsongi (Yangjŏngi) Szénbánya. Ezeken kívül számos más kisméretű szénbánya található a megyében. Az itt kitermelt feketekőszén főként Észak-Hamgjong (Hamgyŏng) és Rjanggang (Ryanggang) tartományokban kerül felhasználásra. Hvanggok-ri (Hwanggok-ri) továbbá kerámiaiparáról ismert, főként tartományon belüli felhasználásra gyárt porcelánt. A megyén belül jóval kisebb jelentőségű iparágaknak számítanak az élelmiszeripar, illetve a ruhaipar. Mivel a megye teljes területének kevesebb mint tíz százaléka alkalmas földművelésre, a mezőgazdaság még kisebb fajsúlyú, ennek ellenére a mjongcshon (myŏngch'ŏn)i szójabab régóta ismert a környéken. 1967-től vöröshagymatermesztéssel is foglalkoznak, amiből évi 600 ezer tonnás terem. Jellemző még az állattartás, főként sertés-, marha- és juhtenyésztés.

## Oktatás
Mjongcshon (Myŏngch'ŏn) megye egy főiskolának, 16 általános iskolának és 19 középiskolának ad otthont.

## Egészségügy
A megye ismeretlen számú egészségügyi intézménnyel rendelkezik, köztük két megyei szintű kórházzal, és tizenöt klinikával.

## Közlekedés
A megye közutakon a szomszédos megyék felől közelíthető meg. A megye vasúti kapcsolattal rendelkezik, a Phjongna (P'yŏngra) vasútvonal része.